# Grypopalpia
Grypopalpia é um gênero de traça pertencente à família Brachodidae.